# Dunckerviertel

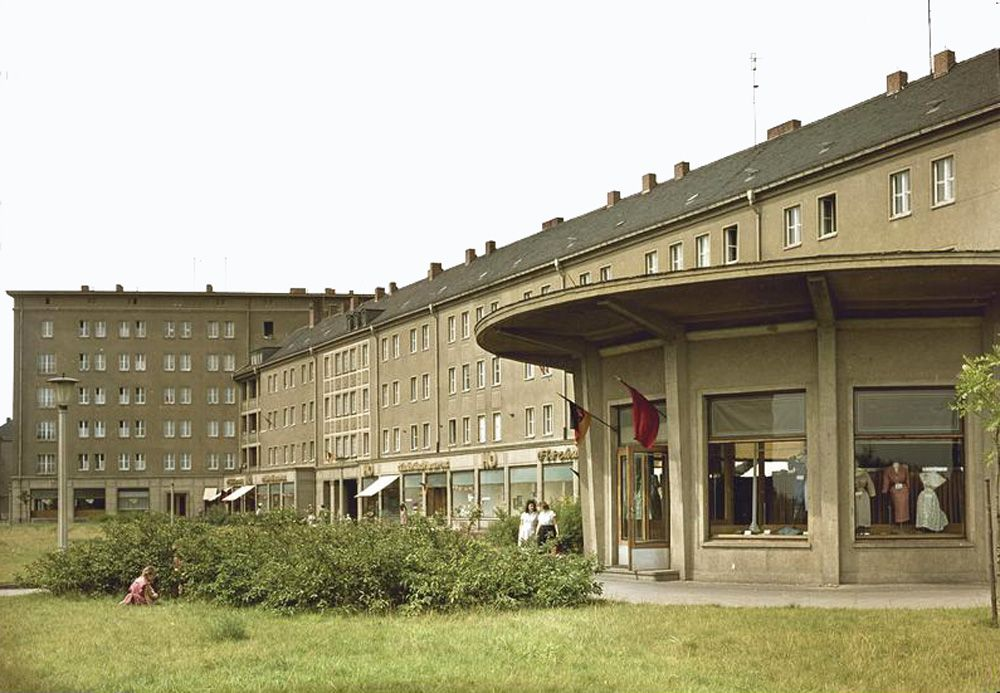
Im Dunckerviertel 1960

Das Dunckerviertel ist ein in den 1950er Jahren im Westen Leipzigs errichtetes Wohngebiet aus Mehrfamilienhäusern mit insgesamt über 1000 Wohnungen. Es steht als Sachgesamtheit einschließlich ausgewählter Grünflächen sowie Teilen des Straßen- und Gehwegbelags unter Denkmalschutz.

## Lage und Beschreibung
Das Dunckerviertel liegt im Ortsteil Neulindenau im Stadtbezirk Alt-West. Es wird begrenzt im Nordosten von der Saalfelder Straße, im Südosten von der Morgensternstraße, im Südwesten von der Beckerstraße und der Abrahamstraße sowie im Nordwesten vom Mansfelder Weg jeweils mit den anliegenden Bebauungen. Zentrale Achse ist die namensgebende Dr.-Hermann-Duncker-Straße, 1960 benannt nach dem FDBG-Funktionär Hermann Duncker. Von 1908 bis 1960, also auch während der Bauzeit des Viertels, hieß sie nur Dunckerstraße nach dem Leipziger Stifter Gustav Heinrich Duncker († 1882).
Die Häuser sind viergeschossige, zu Blöcken vereinte, verputzte Ziegelbauten mit Sattel- bzw. Walmdächern. Davon weichen ab fünf Fünfgeschosser im Winkel Morgensternstraße/Beckerstraße,
ein zur Dr.-Hermann-Duncker-Straße querstehender Sechsgeschosser (alle in Plattenbauweise), ein rundpavillonartiger Anbau am Ende dieser Straße sowie die Kindertagesstätte an der Abrahamstraße.

## Geschichte

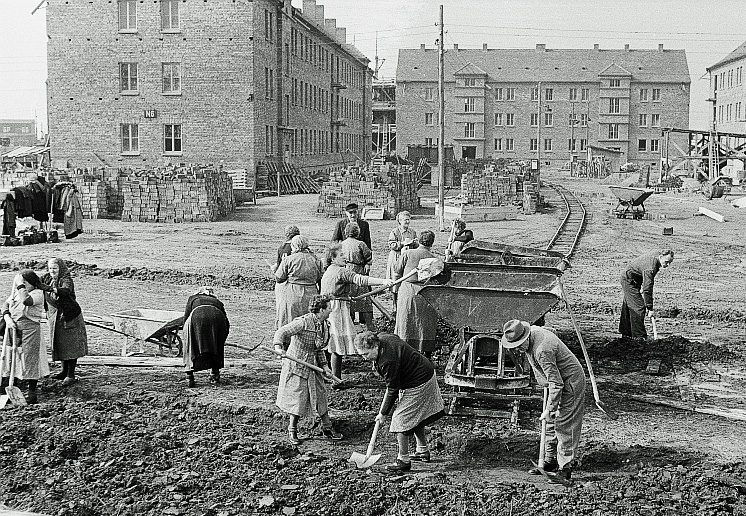
Freiwillige Aufbauhelfer (1953)

Abgesehen von einzelnen Straßenzügen (Straße der III. Weltfestspiele) war das in den Jahren 1953 bis 1958 errichtete Dunckerviertel der erste siedlungsartige Wohnungsbaukomplex nach dem Zweiten Weltkrieg in Leipzig. Die Häuser entstanden auf freier Flur rechts und links der bereits vorhandenen Dunckerstraße. Die Architekten waren Heinz Auspurg (Städtebau), G. Batteraux, Adam Buchner sowie Martin Weber (Projekt). Der Bau erfolgte im Rahmen des Nationalen Aufbauwerkes, das heißt, die Bevölkerung war aufgerufen, freiwillige Arbeitseinsätze zu leisten.
Außer den Wohnungen entstanden 14 Einkaufsstätten, eine Haushaltswäscherei, eine Bücherei, eine Poststelle, ein Kindergarten mit 120 Plätzen, Kinderspielplätze sowie Grünanlagen. Beispielhaft war für die damalige Zeit die Ausstattung der 1068 Wohnungen mit Bädern. Alle Wohnungen wurden, wie damals allgemein üblich, mit Öfen beheizt. Erreichtes Ziel war die Bezugsfertigstellung aller Wohnungen bis zur Wahl zur dritten Volkskammer der DDR am 16. November 1958.
Während das Viertel zu DDR-Zeiten sehr beliebt war, änderte sich das nach der Wende. Insbesondere junge Menschen zogen weg, und das Viertel mit seinen grauen Häuserzeilen verlor zunehmend an Attraktivität. Durch Grundrissveränderungen in den Wohnungen, die mit den Sanierungen einhergingen, wurden diese für verschiedene Altersgruppen angepasst. Es wurden Fahrstühle eingebaut, Maisonettewohnungen eingerichtet und in Absprache mit der Denkmalschutzbehörde Balkone angebracht. Ein Teil der Läden wurde zu behinderten-gerechten Wohnungen umgebaut. Das Dunckerviertel ist inzwischen wieder eine gesuchte Wohngegend.